# لاسلو هوروات (ورزشکار)
لاسلو هوروات (مجاری: Horváth László؛ زادهٔ ۲۱ آوریل ۱۹۴۶) ورزشکار پنج‌گانه مدرن اهل مجارستان است.
وی در مسابقات کشوری و بین‌المللی در مجموع برندهٔ ۱ مدال نقره شده‌است.